# 지시 (키에티도)
지시(이탈리아어: Gissi)는 이탈리아 아브루초주 키에티도에 있는 코무네이다.